# Solpúgids

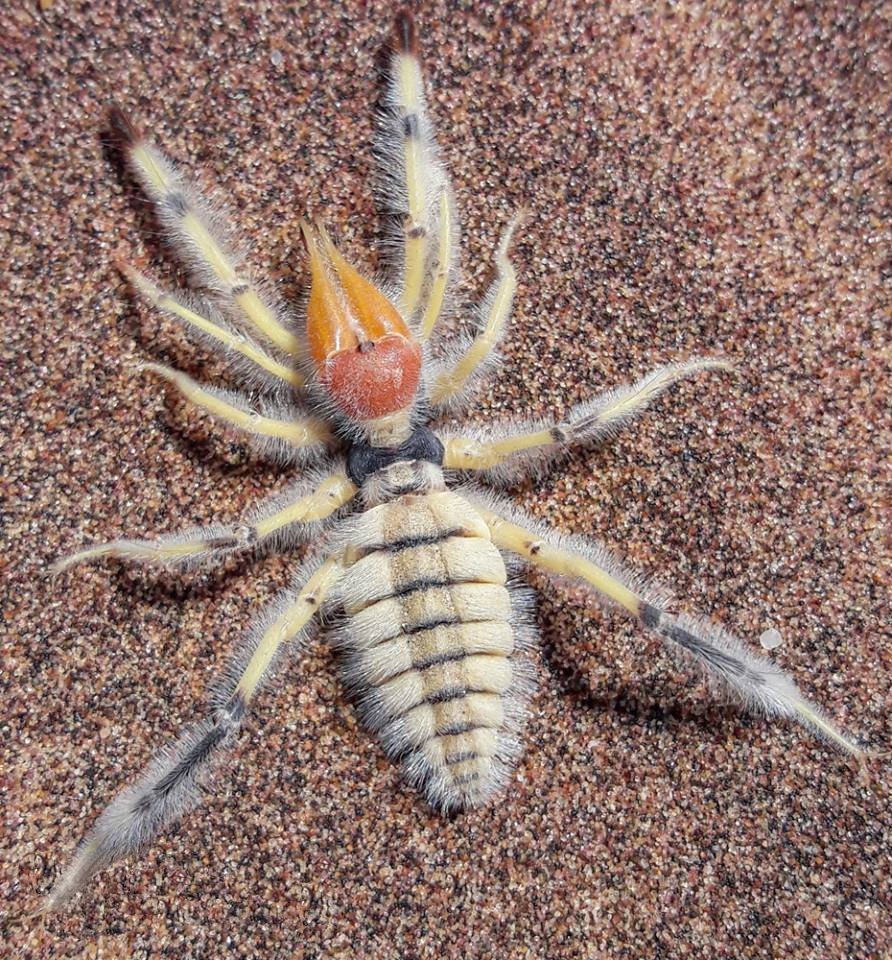
Metasolpuga picta

Els solpúgids (Solpugidae) són una família de solifugs o aranyes camell. Els solpúgids tenen grups de papil·les als seus pedipalps o òrgans sensorials. Les papil·les surten d'enllaços caracteritzats per la funció de mecanoreceptor i de quimioreceptors de contacte, que els permet respondre a estímuls com el tacte i el so.

## Gèneres
Els gèneres de la família inclouen:
- Metasolpuga Roewer, 1934
- Oparba Roewer, 1934
- Oparbella Roewer, 1934
- Prosolpuga Roewer, 1934
- Solpuga Lichtenstein, 1796
- Solpugassa Roewer, 1933
- Solpugeira Roewer, 1933
- Solpugella Roewer, 1933
- Solpugema Roewer, 1933
- Solpugiba Roewer, 1934
- Solpugista Roewer, 1934
- Solpugisticella Turk, 1960
- Solpuguna Roewer, 1933
- Solpugyla Roewer, 1933
- Zeria Simon, 1879
- Zeriassa Pocock, 1895